# Yoav Cohen
Yoav Cohen –en hebreo, יואב כהן– (30 de agosto de 1999) es un deportista israelí que compite en vela en la clase RS:X. Ganó una medalla de oro en el Campeonato Europeo de RS:X de 2020.

## Palmarés internacional
| \| Campeonato Europeo \| Campeonato Europeo \| Campeonato Europeo \| Campeonato Europeo \| \| Año \| Lugar \| Medalla \| Clase \| \| ------------------ \| -------------------- \| ------------------ \| ------------------ \| \| 2020 \| Vilamoura (Portugal) \| Medalla de oro \| RS:X \| |                      |                |       |
| Campeonato Europeo |                      |                |       |
| Año | Lugar                | Medalla        | Clase |
| 2020 | Vilamoura (Portugal) | Medalla de oro | RS:X  |